# Assemble24
Assemble24 (estilizado en mayúsculas) es el primer álbum de estudio del girl group surcoreano TripleS y su primer lanzamiento como un grupo completo. Fue publicado el 8 de mayo de 2024 por Modhaus y distribuido por Kakao Entertainment.
Tras su lanzamiento, Assemble24 recibió críticas positivas de periodistas de Billboard, IZM y NME. El álbum alcanzó el puesto número 3 en la Circle Album Chart y vendió más de 150 000 copias en Corea del Sur.

## Antecedentes y lanzamiento
El 4 de febrero de 2024, durante el último concierto del Authentic World Tour, dieron un avance de una votación para el sencillo principal de su próximo álbum. La votación fue anunciada el 14 de febrero con ocho canciones aún no reveladas. La votación tomó lugar entre el 15 y 20 de febrero. La primera ronda con las canciones «Girls Never Die», «Midnight Flower», «Bionic Power» y «Non Scale», siendo la primera de estas la ganadora; mientras que la segunda con las canciones «Atmosphere», «Too Hot», «Recover It Now» y «Seoul Vice», siendo la segunda de estas la ganadora. En la última ronda «Girls Never Die» fue la canción ganadora, siendo nombrada como el sencillo principal del álbum.
El álbum fue anunciado el 15 de febrero a través de las redes con un imagen teaser de las 24 integrantes del grupo. La lista de canciones fue revelada el 26 de abril. El álbum fue publicado el 8 de mayo de 2024 conteniendo diez pistas, incluidas cuatro que aparecieron en la votación: «Girls Never Die» como el sencillo principal, «Midnight Flower», «Non Scale» y «24» (llamado «Recover It Now» durante la votación).

## Recepción crítica
Han Seong-hyun de IZM elogió la diversificación e innovación de géneros del álbum, como el pop metal y jack swing, diferentes del electropop común en los trabajos previos del grupo. Rhian Daly, escritora de NME, describió a Assemble24 como una «declaración de fuerza». Ella también destacó el amplio rango de temas y géneros distintos moldeados para armonizar entre sí. Raul Stanciu de Sputnikmusic se refirió a Assemble24 como una «mezcla exitosa de lo que hemos escuchado», y musicalmente similar al estilo de Loona. Jeff Benjamin de Billboard resaltó como la experiencia auditiva de Assemble24 puede ser accesible y satisfactoria gracias a la amplia gama de estilos y géneros incluidos en el álbum.

## Rendimiento comercial
Según Hanteo Chart, el álbum vendió 152 355 copias en su primera semana, superando su propio récord de ventas en la primera semana anteriormente sostenido por Aesthetic (2023) de la subunidad +(Kr)ystal Eyes.

## Reconocimientos

### Listículos
| Publicación | Año  | Lista                                              | Posición | Ref.   |
| ----------- | ---- | -------------------------------------------------- | -------- | ------ |
| Billboard   | 2024 | Los mejores álbumes de k-pop de 2024 (hasta ahora) | 8.º      | [ 10 ] |
| Billboard   | 2024 | Los mejores álbumes de k-pop de 2024               | 6.º      | [ 11 ] |
| NME         | 2024 | Los mejores álbumes de 2024… hasta ahora           | Incluido | [ 13 ] |
| NME         | 2024 | Los 50 mejores álbumes de 2024                     | 30.º     | [ 14 ] |

## Lista de canciones
| Lista de canciones de Assemble24 |                                                                                          |                                                            |                                                                                 |                       |          |  |
| N.º                              | Título                                                                                   | Letras                                                     | Música                                                                          | Arreglos              | Duración |  |
| 1.                               | «S»                                                                                      | Jaden Jeong                                                | El Capitxn Arte (Vendors) Nano (Vendors) Kim Jong-soo                           | El Capitxn Arte Nano  | 1:13     |  |
| 2.                               | «Girls Never Die»                                                                        | Jeong                                                      | El Capitxn Maria Marcus Arineh Karimi Zenur (Vendors) Nano Kim J.               | El Capitxn Zenur Nano | 3:07     |  |
| 3.                               | «Heart Raider» (가시권?, GashigwonRR, lit. 'Visibilidad')                                | Youra (Full8loom) Jinli (Full8loom) Moon Yeon (Full8loom)  | Glory Face (Full8loom) Bang Geon-woo (Full8loom) Davey Nate Ryan Kim Jaya Brown | Glory Face Bang       | 2:59     |  |
| 4.                               | «Midnight Flower»                                                                        | Kim Na-kyoung Hollin (MonoTree) 329 Kang Gyu-rin           | Yoon Jong-seong (MonoTree) Denzel Chain Chanti                                  | Yoon Jong-seong       | 2:46     |  |
| 5.                               | «White Soul Sneakers»                                                                    | Park So-hyun                                               | Park Badd San Yoon Louise Frick Sveen                                           | Park Badd             | 3:03     |  |
| 6.                               | «Chiyu» (치유?, lit. 'Cura')                                                             | D'Day Jeong                                                | KZ Kim Tae-young MLC Marcus Dint                                                | KZ Kim T.             | 2:50     |  |
| 7.                               | «24»                                                                                     | GDLO (MonoTree) Yelo (MonoTree) Ikki                       | GDLO Yelo Moonkyo (MonoTree) Ikki                                               | GDLO Moonkyo Ikki     | 2:33     |  |
| 8.                               | «Beyond the Beyond» (이면의 이면?, Imyeonui ImyeonRR, lit. 'El otro lado del otro lado') | Park Hyang (MUMW) Bo Rang (MUMW) Jeon Hyun-ji (MUMW) Jeong | Badd San Yoon Frick Sveen                                                       | Badd                  | 3:02     |  |
| 9.                               | «Non Scale»                                                                              | Jinli Jeong                                                | Glory Face Jinli                                                                | Glory Face            | 3:26     |  |
| 10.                              | «Dimension»                                                                              | Lee Lee-jin Choi Young-kyung                               | Badd San Yoon Isa Guerra                                                        | Badd                  | 3:17     |  |
| 28:16                            |                                                                                          |                                                            |                                                                                 |                       |          |  |

## Créditos y personal
Créditos adaptados de Melon.
Estudios
- The Vibe Studio – grabación (2, 6)
- Sol Sound – grabación (2–3, 5, 8–10)
- Beyond Studio – grabación (2)
- Gateway Studio – mezcla (2, 5, 8, 10)
- F8L Studio – edición digital (3, 9–10)
- Ingrid Studio – grabación (3–4)
- J's Atelier – mezcla (3, 6–7, 9)
- Ein Sound – mezcla (4)
- Doobdoob Studio – grabación (5, 7)
- Dint Studio – grabación (6)
- Lakeside Village Studio – grabación (6)
- Hoff Studio – edición digital (6)
- MonoTree Studio – grabación (7, 8)
- TonBoy Studio – edición digital (8)
- 821 Sound – masterización

Personal
- TripleS – voces
  - Park So-hyun – sintetizador (5), teclado (5), dirección vocal (5, 8)
- El Capitxn – teclado (1–2), mezcla (1–2), dirección vocal (2), edición digital (2)
- Arte (Vendors) – sintetizador (1)
- Louis (Vendors) – guitarra (1)
- Perrie – coros (1–2)
- Youha – coros (1–2)
- Maria Marcus – coros (1–2)
- Arineh Karimi – coros (1–2)
- Kim Joo-hyeong – edición digital (1–2)
- Zenur (Vendors) – guitarra (2), teclado (2)
- Kyto6 – bajo (2)
- Kim Jin-heon – batería (2)
- Jeong Lee-soo – dirección vocal (2–4, 9)
- Hickee – dirección vocal (2)
- Nano (Vendors) – dirección vocal (2)
- JNX's (Vendors) – dirección vocal (2)
- Kurtz – edición digital (2)
- Min Seong-hwan – grabación (2, 6)
- Yoon Gil-joong – grabación (2–3, 5, 8–10)
- Choi Woo-seok – grabación (2)
- Lee Tae-seop – mezcla (2, 5, 8, 10)
- Jang Joon-ho – teclado (3), sintetizador (3, 9)
- Bang Geon-woo (Full8loom) – teclado (3), sintetizador (3)
- Lee Youra (Full8loom) – coros (3, 5, 8), edición digital (9)
- Seion – dirección vocal (3, 9)
- Joo Woo-young (Full8loom) – edición digital (3, 5, 9–10)
- Yeo Min-soo – grabación (3–4)
- Jeong Jin – mezcla (3, 6–7, 9)
- Lee Tae-wook – guitarra (4)
- Yoon Jong-seong (MonoTree) – sintetizador (4), batería (4), dirección vocal (4), edición digital (4)
- Kwon Ae-jin – coros (4)
- Ch.Lee – edición digital (4)
- Im Hong-jin – mezcla (4)
- Badd – sintetizador (5, 8, 10), teclado (5, 8, 10), dirección vocal (5, 8, 10)
- Kim Ji-hyeon – grabación (5)
- KZ – programación de MIDI (6), sintetizador (6), piano eléctrico (6), piano (6), batería (6), bajo (6)
- Tae Bong-lee – programación de MIDI (6), guitarra (6), sintetizador (6), piano eléctrico (6), piano (6), batería (6), bajo (6)
- Hoff – coros (6), edición digital (6)
- Dint – dirección vocal (6), grabación (6)
- Bright Kritsanapon – grabación (6)
- GDLO – sintetizador (7), teclado (7), dirección vocal (7), grabación (7–8)
- Moonkyo – sintetizador (7), teclado (7)
- Ikki – coros (7), dirección vocal (7)
- Yelo – coros (7)
- Kwon Yoo-jin – grabación (7)
- Kim Jae-yeong – edición digital (8)
- Ko Myeong-jae – guitarra (9)
- Jinli (Full8loom) – coros (9)
- Moon Yeon (Full8loom) – coros (10)
- Kwon Nam-woo – masterización

## Posicionamiento en listas

### Listas semanales
| Lista (2024)           | Mejor posición |
| ---------------------- | -------------- |
| Corea del Sur (Circle) | 3              |

### Listas mensuales
| Lista (2024)           | Mejor posición |
| ---------------------- | -------------- |
| Corea del Sur (Circle) | 14             |